# Machine Head
|  | For Deep Purples album, se Machine Head (album) |
Machine Head er et amerikansk heavy metal-band fra Oakland, Californien, dannet i 1992. Bandet består af forsanger, guitarist og stifter af bandet Robert Flynn, guitarist Phil Demmel, bassist Jared MacEachern og trommeslager Dave McClain. Siden de begyndte har Machine Head udgivet seks studiealbums, et livealbum og en dvd.
Bandet er blevet krediteret for at være et af de første bands til at modernisere thrash metal, såvel som at være blandt grundlæggerne af kombinationen mellem ren og harsk vokal, og ligeledes for også at være indblandet i opstarten af metalcore, samt rytmen der ville inspirere mange nu-metal-bands.[kilde mangler]

## Historie

### Dannelsen ogBurn My Eyes
Machine Head blev dannet i 1992 af den tidligere Vio-lence-guitarist Robb Flynn sammen med Adam Duce, Logan Mader og Tony Costanza i Oakland, Californien. Bandet optrådte første gang i august 1992 efter at have lejet et øvelokale, som de delte med fire punkbands.[kilde mangler]
Efterfølgende har bandet optrådt i Las Vegas, Los Angeles, Berkeley og San Francisco.[kilde mangler] De spillede koncerter med blandt andre Rancid, Fear Factory, Clutch og Deftones.[kilde mangler] Efter Chris Kontos sluttede sig til bandet som ny trommeslager optog Machine Head deres første demo i en vens hjemmestudie. Demoen solgte over 3.000 eksemplarer verden over. 
Roadrunner Records udgav efterfølgende bandets første album, Burn My Eyes, 8. august 1994 – et album der blev produceret og mikset af Colin Richardson. 
Machine Head turnerede i august 1994 med Napalm Death og Obituary. De blev også tilbudt at være støtteband for Slayer over to måneder i Europa, hvor deres album lå nummer 26 i på toplisterne i England og 44 i Tyskland. Det slog ikke igennem på Top 200 i USA, hvor det det knapt solgte over 1.100 eksemplarer i den første uge. Det britiske metalmagasin Kerrang! gav albummet topkarakterer, og ligeledes gjorde mange andre internationale magasiner.
Den første sang på albummet, "Davidian," indeholder sætningen "Let freedom ring with a shotgun blast"." Videoen blev derfor bandlyst fra MTV i Amerika. Videoen blev trods den amerikanske bandlysning hyppigt spillet på diverse europæiske MTV-kanaler. Succesen blev begrænset i USA, og tournéen med Stuck Mojo og Wickerman blev beskrevet som "Disastour," fordi det gennemsnitligt publikumsfremmøde på 150, og ved flere lejligheder var der under 35.

### The More Things Change...ogThe Burning Red
Efter Chris Kantos blev fyret, blev Dave McClain tilknyttet. Herefter udgav Machine Head The More Things Change..., endnu engang produceret og mixet af Colin Richardson, i 1997. De blev tilbudt at være en del af Ozzfest med Pantera, Black Sabbath og Marilyn Manson. Logan Mader forlod uventet Machine Head i foråret 1998, og blev erstattet af Ahrue Luster, som arbejdede med bandet på tredje studiealbum, The Burning Red (1999). Det blev bandets næststørste udgivelse til dato. Nogle fans var dog ikke tilfredse, og beskyldte blandt andet stilskiftet for at være et forsøg på "sellout" (dvs. ændre sin originale stil for at fange et bredere publikum) på en tid hvor netop trash og nu-metal voksede i popularitet.

### Supercharger
Machine Head udgav Supercharger den 2. oktober 2001 – tre uger efter 11. september. På trods af den værste amerikanske tragedie i historien, endte albummet som nummer 115 i USA, hvilket er højere end The More Things Come.... Musikvideoen til "Crashing Around You," der blev filmet en måned før 9/11, blev bandlyst fra MTV på grund af billeder af sammenstyrtende bygninger. Supercharger blev opfulgt af en turné med Slayer i Australien, Japan og Korea.
I 2002 havde Machine Head solgt over 1,3 millioner albums på verdensplan, og Supercharger solgte 250.000 kopier heraf. Trods bagslag i medierne, forblev fanstøtten stærk, og ved flere koncerter på små klubber, teatre i USA, og i store haller og teatre i blandt andet England, blev billetterne udsolgt, herunder på Brixton Academy der kan huse 5.000 mennesker. I lyset af 11. september havde adskillige bands aflyst deres turnéer af frygt for terrorisme. Machine Head, der postulerede at det netop var den slags adfærd terroristerne ønskede, fortsatte deres turné i Europa. På trods af en succesfuld turné, afbrød Machine Head og Roadrunner samarbejdet, fordi Machine Head følte de ikke fik nok støtte af pladeselskabet. Bandet optog efterfølgende "Hellalive" på et udsolgt Brixton Academy i London.

### Through the Ashes of Empire
I maj 2002 forlod Ahrue Luster bandet og blev midlertidigt erstattet af Phil Demmel, der spillede i thrash metal-bandet Vio-lence. Demmel spillede med Machine Head på nogle festivaler, blandt andet i Tyskland. Men da han ikke kunne engagere sig tilstrækkeligt, forlod han senere bandet igen. Machine Head begyndte efterfølgende at skrive sange til deres næste album, i håb om at blive tilknyttet det nyt pladeselskab. Det resulterede i en demo med fire sange, som blev afvist af stort set alle pladeselskaber. I marts 2003 kom Demmel tilbage på fuld tid, og Roadgrunner International kom til bandet med et tilbud, hvorefter de gik i gang med at indspille Through the Ashes of Empires. Albummet blev produceret af Flynn og mikset af Colin Richardson. Det blev udgivet 28. oktober 2003 på verdensplan af Roadrunner International, bortset fra i Nordamerika.
Roadrunner USA kom tilbage til Machine Head med et tilbud. For at kompensere for den ventetid de amerikanske fans og lyttere måtte gennemgå, skrev bandet bonussporet "Seasons Wither". Albummet blev meget godt modtaget, blandt andet blev sangen "Imperium" meget populær, og albummet blev betragtet som Machine Heads comeback, både musikalsk og lyrisk. I 2005 spillede de deres hidtil største koncert på Wacken Open Air foran 40.000 fans. Through the Ashes of Empires debuterede som nummer 88 på de amerikanske hitlister, hvilket betragtes som stærkt for hvilket som helst metalband, men ydermere taget i betragtning at albummet havde kunnet købes af amerikanere via import, eller have hentet det ulovligt fra internettet, i de godt seks måneder der gik mellem den europæiske og amerikanske udgivelse af albummet.
11. oktober 2005 udgav Machine Head deres første dvd, Elegies. På dvd'en var optagelser fra den udsolgte Brixton Academy-koncert i december 2004 samt diverse ekstramaterialer, herunder deres seneste musikvideoer og en dokumentar omhandlende udarbejdelsen af selve albummet og problemerne i de to år de ikke havde nogen pladekontrakt. På samme dag udgav Roadrunner Records et album i forbindelse med deres 25-års jubilæum. Fire af sangene på Roadrunner United: The All-Star Sessions var skrevet af Rob Flynn. Både Phil Demmel og Dave McClain blev krediteret for mindre skrivearbejde, og Logan Mader deltog som blandt andet producer. Roadrunner United var et projekt, der blev dannet for at demonstrere de talentfulde kunstnere der gennem tiden har været signed hos Roadrunner Records. Der var fire "kaptajner", der skrev sangene til albummet: Robb Flynn fra Machine Head, Dino Cazares, eks-Fear Factory, Matt Heafy fra Trivium og Joey Jordison fra Slipknot. Hver kaptajn skulle udvælge hvilke de kunstnere der skulle deltage i optagelserne af sangene, og de fungerede også som primære producere.

### The Blackening
The Blackening blev udgivet 26. marts 2007 i Europa og resten af verden, og 28. marts i USA. The Blackening er produceret af Robert Flynn og mixet af Colin Richardson. Af flere medier er The Blackening blev hyldet som det bedste album i bandets karriere, og sågar kaldt "Denne generations Master of Puppets." Kerrang gav Machine Head topkarakterer for første gang siden Burn My Eyes og Metal Hammer UK bedømte det til 10/10, samt kårede det til "Årets album 2007".
I oktober, november og december 2007 turnerede de på The Black Crusade med blandt andre Trivium, Dragonforce, Arch Enemy og Shadows Fall. En af koncerterne var i KB Hallen i København. Phil Demmel var dog ikke til stede i København, fordi hans far var død kun få dage før. Turnéen forsatte alligevel, og guitaristerne fra de andre bands overtog Demmels plads under hans fravær.

## Diskografi
- 1994: Burn My Eyes
- 1997: The More Things Change...
- 1999: The Burning Red
- 2001: Supercharger
- 2003: Through the Ashes of Empires
- 2007: The Blackening
- 2011: Unto The Locust
- 2014: Bloodstone & Diamonds
- 2018: Catharsis

## Medlemmer
- Robert Flynn (1991– i dag)
- Phil Demmel  (2003– i dag; forlader efter the current tour)
- Dave McClain  (1995–present; forlader the efter current tour)
- Jared MacEachern (2013–present)

### Tidligere medlemmer
- Tony Costanza – trommer (1994)
- Chris Kontos – trommer (1994–1995)
- Logan Mader – guitar (1994–1997)
- Ahrue Luster – guitar (1999–2001)
- Adam Duce – bas (1991-2013)

## Priser og nomineringer

### Nomineringer
- Grammy Awards: "2008 Best Metal Performance" for "Aesthetics of Hate"

## Fodnoter
1. ↑  "Machine Head Artist Biography". Mystrands.com. Arkiveret fra originalen 15. januar 2008. Hentet 2007-11-21.
2. ↑  "Machine Head på Encyclopaedia Metallum". Metal-Archives.com.
3. ↑  "Rockdetector entry". Rockdetector.com.
4. ↑  "Machine Head på All Music Guide". allmusic.com.{{cite web}}:  CS1-vedligeholdelse: url-status (link)
5. ↑  "FHM Men's Magazine | Sexy Girls, News & Men's Fashion | FHM.com". Arkiveret fra originalen 12. februar 2008. Hentet 29. januar 2008.
6. ↑  Machine Head Bio
7. ↑  "Machine Head + God Forbid + Caliban @ Brixton Academy, London | live music reviews | musicOMH". Arkiveret fra originalen 8. juni 2007. Hentet 29. januar 2008.
8. ↑  "Machine Head – Diary". Arkiveret fra originalen 29. oktober 2003. Hentet 29. januar 2008.
9. ↑  Artikel i Metal Hammer, januar 2008